# Große Feldwettern

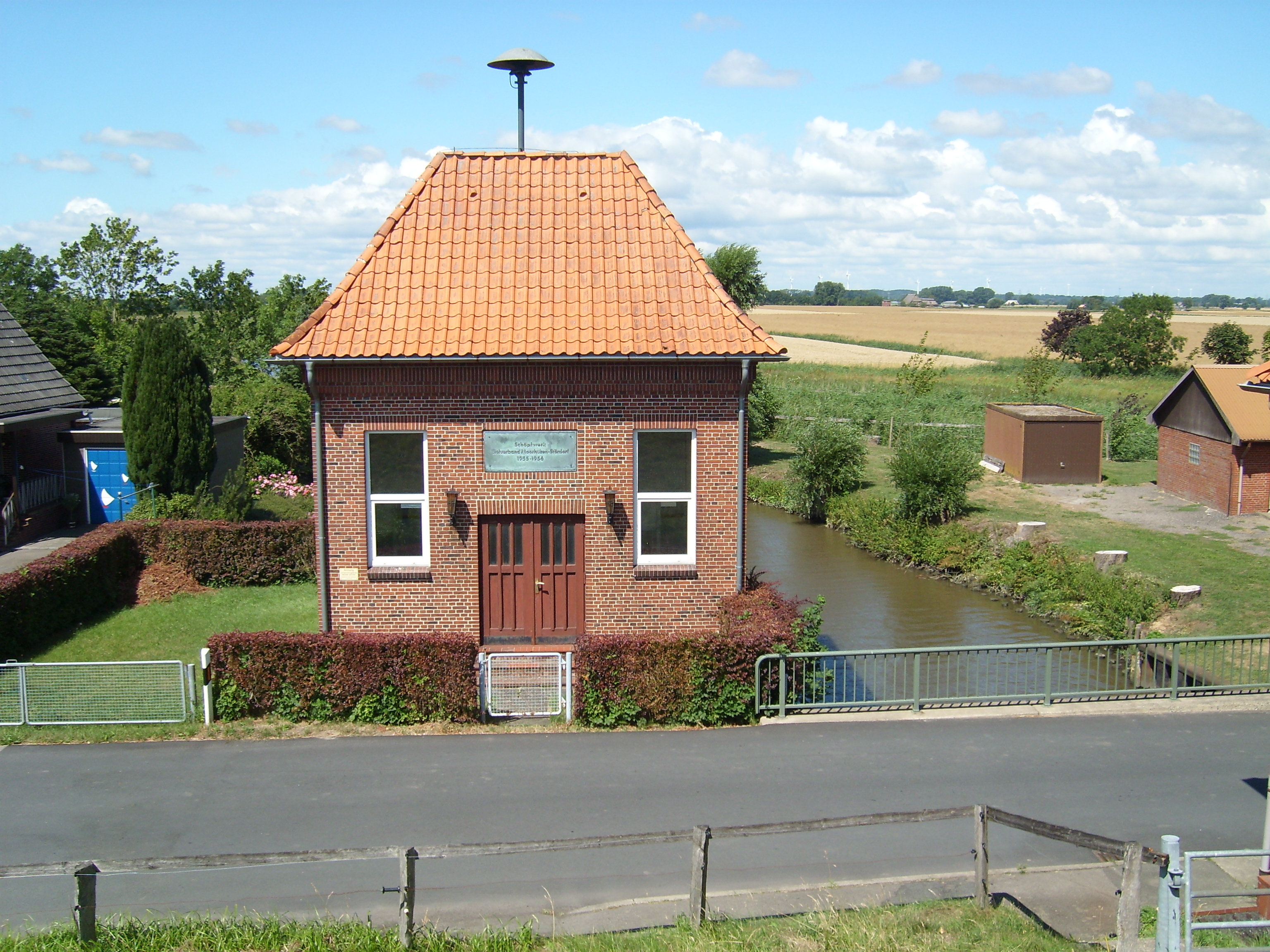
Das 1955/56 erbaute Schöpfwerk, über das die Große Feldwettern in die Stör entwässert

Die Große Feldwettern ist eine Wettern, über die ein Teil der Wilstermarsch entwässert wird.
Die Große Feldwettern entwässert den zwischen Wilster und Bekau gelegenen Teil der Wilstermarsch und mündet in Stördorf nahe der Schleuse Kasenort über ein Schöpfwerk in die Stör (Lage). Nicht zu verwechseln ist die Große Feldwettern mit der Großen Wettern, die einige Kilometer flussabwärts ebenfalls in die Stör mündet.

## Schöpfmühle Honigfleth

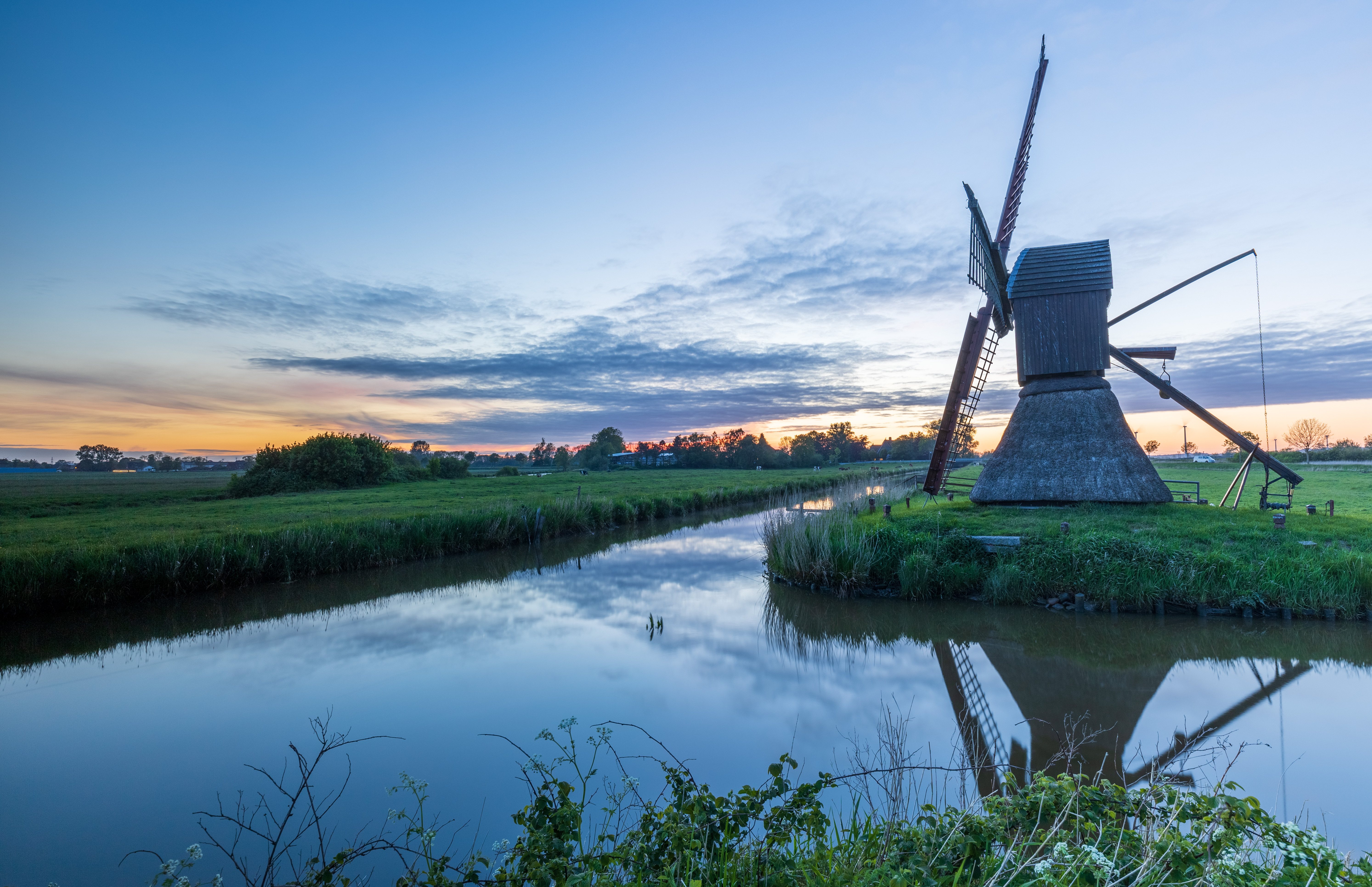
Die historische Schöpfmühle in Honigfleth bei Wilster

An der Großen Feldwettern steht auch die historische Schöpfmühle Honigfleth (Lage), über die früher das Wasser auf ein höheres Niveau befördert wurde, um die unterhalb des Meeresspiegels liegende Marsch entwässern zu können. Heute sind die Schöpfmühlen der Wilstermarsch durch Pumpwerke ersetzt.